# Габриела Спаник
Габриела Елена Шпанич Утрера (на испански: Gabriela Helena Španić Utrera), по-известна като Габриела Спаник (на испански: Gabriela Spanic), е венецуелска актриса.

## Личен живот
Габиела Спаник е родена на 10 декември 1973 г. в Ортис, Венецуела. Има сестра близначка, Даниела, по-малка сестра, Патрисия, и брат, Антонио. Семейство Спаник е с хърватско-венецуелски произход. През 1947 г. бащата на Спаник емигрира заедно с родителите си от Югославия във Венецуела.
Габриела учи психология, но след първата година се отказва от университета и се насочва към актьорската професия. Започва да учи в „Teatro Luz Columba“, както и в „Centro Profesional de Comunicación“ и „Free Workshop for the actors“.
На 22 октомври 1997 г. се омъжва за Мигел де Леон. Бракът им продължава до 28 септември 2003 г.
Има син, Габриел де Хесус, когото ражда през 2008 г.

## Професионална кариера
През 1992 г. участва в конкурса Мис Венецуела, на който представя родния си щат, Гуарико. Конкурсът поставя началото на актьорската ѝ кариера с участия във венецуелски теленовели, като теленовелата Морена Клара, където влиза в ролята на подлата Линда Прадо.
През 1994 г. получава първата си главна роля в теленовелата Като теб няма друг, чиято продължителност е 2 години. Същата тебеновела се превръща в една от най-дългите венецуелски теленовели с голям успех, както на национално, така и на международно ниво.
Следва ролята на Амаранта в Всичко за любовта ти. През 1998 г. заминава за Мексико, където участва в теленовелата Узурпаторката, теленовелата с най-висок рейтинг в Мексико и по света.
След няколко години в Телевиса, през 2002 г. подписва с Телемундо, където участва в няколко теленовели.
През 2010 г. се завръща в Телевиса, за да изпълни главната отрицателна роля в Желязната дама. От 2011 г. работи за ТВ Ацтека.
През 2014 г. взема специално участие в теленовелата Вечно твоя, Акапулко.
Между 2016 и 2018 г. участва и прави дебюта си в пиесата Un Picasso, в която играе с мексиканския актьор Игнасио Лопес Тарсо.
Между 2018 и 2019 г. е част от актьорския състав на пиесата Divinas.
През 2020 г. дебютира в Унгария като участничка в танцовото шоу Денсинг Старс, продуцирано от унгарския канал TV2, ставайки първата латиноамериканска фигура, включена в програмата.
През 2021 г. Габриела Спаник отбелязва голямото си завръщане в редиците на Телевиса след 11 години извън тази компания, за да участва в теленовелата Ако ни оставят.

## Филмография

### Телевизия
- Да живееш от любов (2024) – Моника Риверо Кеяр
- Борбено сърце (2022) – Елиса Корсо вдовица де Санчес
- Тази история ми звучи (2021) – Росарио
- Ако ни оставят (2021) – Федора Монтелонго
- Вечно твоя, Акапулко (2014) – Фернанда Монтенегро
- Другото лице на душата (2012 – 2013) – Алма Ернандес Кихано
- Емператрис (2011) – Емператрис Хурадо
- Желязната дама (2010) – Ивана Дорантес Ранхел
- Земя на страстта (2006) – Валерия Сан Роман
- Осъдена (2004) – Гуадалупе Сантос
- Отмъщението (2002 – 2003) – Валентина Диас/Валентина Валеруго Фонтана/Елена Фонтана
- Натрапницата (2001) – Вирхиния Мартинес Ролдан/Ванеса Мартинес Ролдан
- Заради любовта ти (1999) – Аурора де Монталво/Мария дел Сиело Монталво де Дуран
- Отвъд... узурпаторката (1998) – Паулина Мартинес де Брачо
- Узурпаторката (1998) – Паулина Мартинес/Паола Брачо
- Всичко за любовта ти (1997) – Амаранта Рей
- Участта на три жени (1996) – Емилиана Ечевериа Саласар
- Като теб няма друг (1994 – 1995) – Хилда Барето/Ракел Сандовал
- Мария Селесте (1994) – Селина Идалго
- Морена Клара (1993) – Линда Прадо
- Росанхелика (1991) – Карла
- Ранена вълчица (1992)
- Божествено обсебване (1992)
- Свят на хищници (1991)

### Театър
- Ay Por favor! La usurpadora – Una Comedia de Telenovela (2020 –)[6]
- Divinas (2018 – 2019)[7]
- Un picasso (2016 – 2018)[8] – Госпожица Фишер

## Книги
- Enigmas de Gabriela Spanic (2020)
- Reflexiones de Gabriela Spanic (2020)
- Vestigios de Liberdad (2020)
- Mi vida entre recetas (2016)[9]
- Mi vida entre líneas (2005)

## Награди и номинации
Награди TVyNovelas Мексико
| Година | Категория                       | Теленовела        | Резултат   |
| ------ | ------------------------------- | ----------------- | ---------- |
| 2000   | Най-добра актриса в главна роля | Заради любовта ти | Номинирана |
| 1999   | Най-добра актриса в главна роля | Узурпаторката     | Номинирана |

Други
- Млада актриса от Año Premio Casa del Artista 1995.
- Млада актриса от Año Premio Antoni's de Oro 1995.
- Награди Gaviota de Oro за млада актриса за 1995.
- Награди Magaly Dorta за най-добра актриса за 1997.
- Награди Chaima de Oro за най-добро завръщане на годината и от Chica Chaima Bolívar за 1997.
- Награди Magaly Dorta за най-добра актриса за 1997.
- Награди Industria de la Televisión Española за най-добра актриса за 2003 в Маями, САЩ.
- Награди Las Palmas de Oro 2005 Мексико.
- Награди TVNOVELAS Колумбия за най-добра международна актриса.
- Награда Víctor Victoria в Словения.
- Награди FAMA, избрана за латиноамериканска звезда в САЩ 2006.
- Награди Estrella Latina del Año, Festival de Cine de Beverly Hills от 2009.
- Американският канал Univision, номинира Габриела за награди „Premios Lo Nuestro“ 2009. Получава наградата в категория „Най-стилна актриса“.
- Габриела Спаник получава през 2009 г. награда „30-те най-големи в мексиканската телевизия“.
- През 2011 г. списание People en Español я номинира в „50-те най-красиви“.[12]
- Нагада Жена за 2011 г.[13]